# Kapellmeister

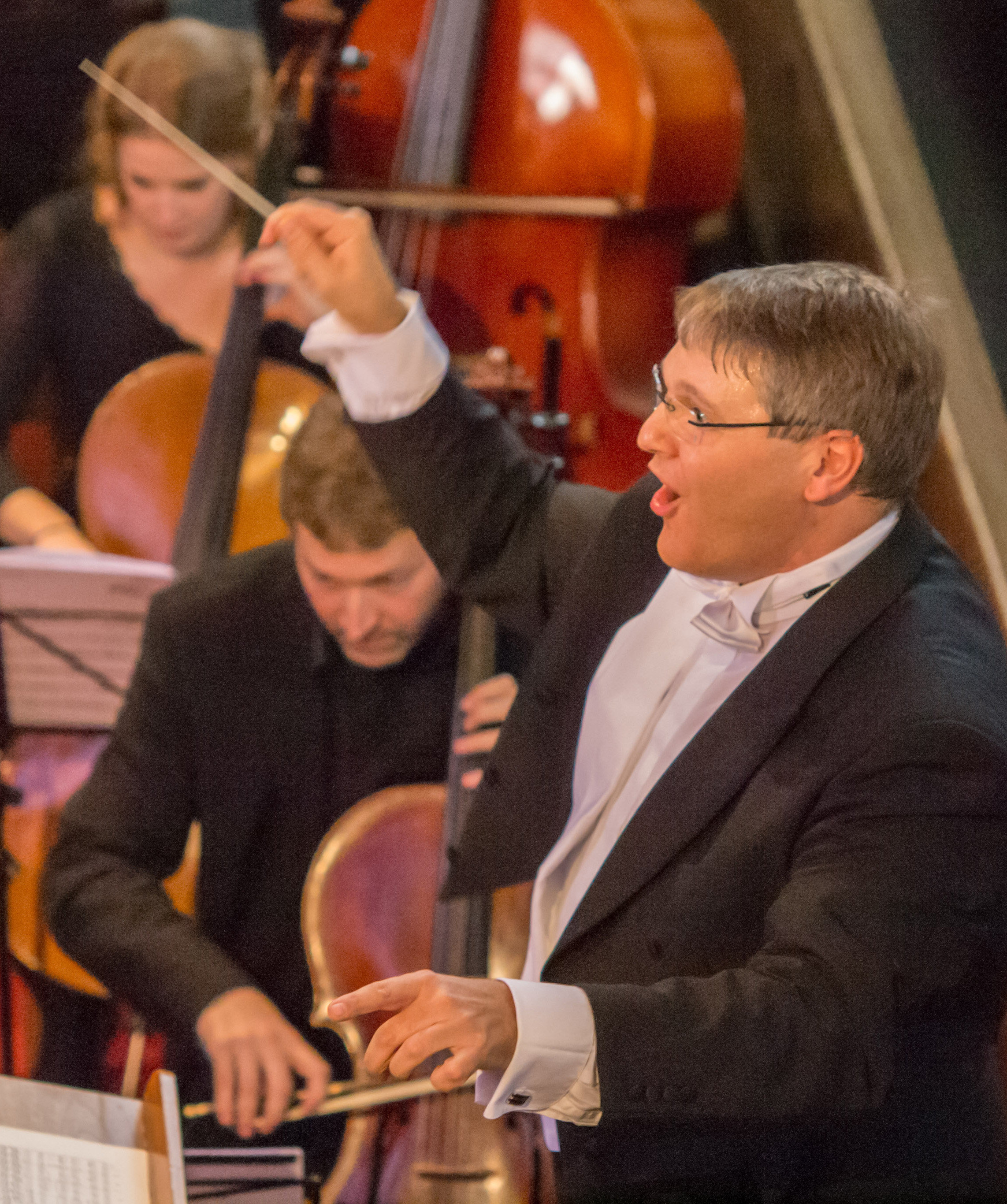
A kapellmeister vezényel

A kapellmeister (német ’kórusvezető, karnagy’) egy kórus vagy zenekar vezetője és/vagy karmestere.
A zenei klasszicizmusnak (1750–1823) majdnem egészen a végéig a kapellmeister szót az udvar zenei életének vezetőjére használták. Ilyen tisztséget töltött be például Johann Sebastian Bach Köthenben, Joseph Haydn az Esterházy családnál vagy Ferdinando Paër a szász választófejedelem drezdai udvarában.
Elsősorban német nyelvterületen nagyobb operaházakban a kapellmeistert a zenei igazgató megnevezéseként is használják.
A rézfúvós bandák vezetőire is alkalmazhatjuk.
A modern tánczenében és dzsesszben a szó angol megfelelője, a bandleader (’zenekarvezető’) használatos.
Ezenkívül régebben sokszor a kapellmeister egyenlő volt a koncertmesterrel.